# Kozluca, Akçadağ
Kozluca là một thị trấn thuộc huyện Akçadağ, tỉnh Malatya, Thổ Nhĩ Kỳ. Dân số thời điểm năm 2011 là 1.207 người.